# Kim Hyun-yung
Kim Hyun-yung (19 oktober 1994) is een Zuid-Koreaans langebaanschaatsster. Ze is met name goed op de sprintafstanden, de 500 en 1000 meter.

## Carrière

### Junioren
Kim Hyun-yung was net vijftien jaar oud en nog C-junior toen ze reeds meedeed aan de wereldkampioenschappen schaatsen junioren 2010 waar ze 7e werd in het allroundklassement en een bronzen medaille won met de achtervolgingsploeg. In 2011 won ze goud met de achtervolgingsploeg en brons op de 500 meter. In 2012 stond ze op de 500 meter een treetje hoger en wint ze zilver. Deze stijgende lijn zette door in 2013 toen ze ook individueel goud won op de 500 meter bij de WK junioren.

### Senioren
In 2011, toen Kim net zestien geworden was, maakte ze al haar debuut op een senioren-WK. Ze werd 25e op de wereldkampioenschappen schaatsen sprint 2011. Op de WK sprint 2012 werd ze 24e en op de WK sprint 2013 26e. Ook deed ze op jonge leeftijd reeds twee keer mee aan de WK afstanden, ze werd 23e op de 500 meter in 2012 en 22e op de 500 meter in 2013.
Hyun-yung reed op 21 september 2013 in Calgary op de 1000 meter naar 1.15,11. Omdat de aanwezige officials niet wisten dat zij nog een junior was is er geen dopingtest afgenomen. Hierdoor wordt deze tijd niet erkend als wereldrecord. Daardoor bleef het juniorenrecord van Miho Takagi nog enkele weken staan, totdat ze tijdens de wereldbekerwedstrijden in Calgary in de B-groep opnieuw onder Takagi's tijd ging; in 1.14,95.

## Persoonlijke records
| Afstand    | Tijd    | Datum             | Baan           |
| ---------- | ------- | ----------------- | -------------- |
| 500 meter  | 37,50   | 9 maart 2019      | Salt Lake City |
| 1000 meter | 1.14,95 | 17 november 2013  | Salt Lake City |
| 1500 meter | 1.59,71 | 16 september 2017 | Calgary        |
| 3000 meter | 4.22,47 | 13 maart 2010     | Moskou         |

## Wereldrecords
| Nr.  | Afstand        | Tijd/Punten | Datum            | Baan           |
| ---- | -------------- | ----------- | ---------------- | -------------- |
| jr1. | 1000m junioren | 1.15,18     | 10 november 2013 | Calgary        |
| jr2. | 1000m junioren | 1.14,95     | 17 november 2013 | Salt Lake City |

## Resultaten
| Jaar | WK Sprint                | WK Afstanden                     | Olympische Spelen  | WK Junioren                             |
| ---- | ------------------------ | -------------------------------- | ------------------ | --------------------------------------- |
| 2010 |                          |                                  |                    | 7e · (4e, 12e, 7e, 11e) · achtervolging |
| 2011 | NC25 (29e, 24e, 25e, -)  |                                  |                    | 500m · 6e 1000m · achtervolging         |
| 2012 | 24e (23e, 25e, 20e, 24e) | 23e 500m                         |                    | 500m · 7e 1000m                         |
| 2013 | NC26 (27e, 24e, 23e, -)  | 22e 500m                         |                    | 500m · 4e 1000m                         |
| 2014 | 12e (14e, 11e, 11e, 12e) |                                  | 24e 500m 28e 1000m |                                         |
|      |                          |                                  |                    |                                         |
| 2016 | 22e (21e, 22e, 24e, 22e) |                                  |                    |                                         |
|      |                          |                                  |                    |                                         |
| 2018 |                          |                                  | 12e 500m 18e 1000m |                                         |
| 2019 |                          | 12e 500m 14e 1000m 6e teamsprint |                    |                                         |
| 2020 |                          | 11e 500m                         |                    |                                         |
|      |                          |                                  |                    |                                         |
| 2022 |                          |                                  | 25e 1000m          |                                         |
| 2023 |                          | 18e 500m 15e 1000m               |                    |                                         |